# Nothing Really Matters
Singles de Madonna
The Power of Good-Bye
(1998) Beautiful Stranger
(1999)
Pistes de Ray of Light
Skin
(5) Sky Fits Heaven
(7)
Nothing Really Matters est une chanson Pop-Dance interprétée par la chanteuse américaine Madonna et coécrite avec Patrick Leonard pour le septième album studio de la chanteuse, Ray of Light (1998). La chanson produite par Madonna, William Orbit et Marius de Vries a reçu un très bon accueil des critiques de la musique. Elle est sortie en single au printemps 1999 et s'est classée septième au classement britannique.

## Clip vidéo
Le clip vidéo du single a été dirigé par le réalisateur Johan Renck et filmé les 9 et 10 janvier 1999 au Studio Silvercup à Long Island City, New York.
Dans la vidéo, Madonna joue une Geisha inspirée de "Hatsumomo" personnage singulier du livre de Arthur Golden "Mémoires d'une Geisha". Madonna voulait ainsi se représenter telle qu'un des protagonistes du livre, coiffée d'un carré noir jais et vêtue d'un kimono rouge créé par Jean-Paul Gaultier qui créera les costumes de scène orientaux du Drowned world tour en 2001.
Le kimono sera également porté par Madonna lors de sa performance lors des 41e Grammy Awards en février 1999.
- Directeur : Johan Renck
- Producteur : Nicola Doring
- Directeur de la photographie : Gosta Reiland
- Montage : Max Vitali
- Compagnie productrice : Pettersson Akerlund Filmproduktion

## Versions
- Album Version (4:28)
- Edit (4:10)
- Club 69 Vocal Club Mix (7:53)
- Club 69 Vocal Edit (5:20)
- Club 69 Radio Mix (3:44)
- Club 69 Mix-show Mix (5:36)
- Club 69 Future Mix (8:20)
- Club 69 Future Dub (5:49)
- Club 69 Future Edit (4:31)
- Club 69 Phunk Mix (8:02)
- Club 69 Phunk Edit (5:29)
- Club 69 Speed Mix (10:39)
- Club 69 Speed Dub (10:22)
- Vikram Radio Remix (7:44)
- Vikram Remix (8:34)
- Vikram Cybercut Remix (13:43)
- Kruder & Dorfmeister Mix (11:10)
- Kruder & Dorfmeister Dub (11:36)